# 우편환

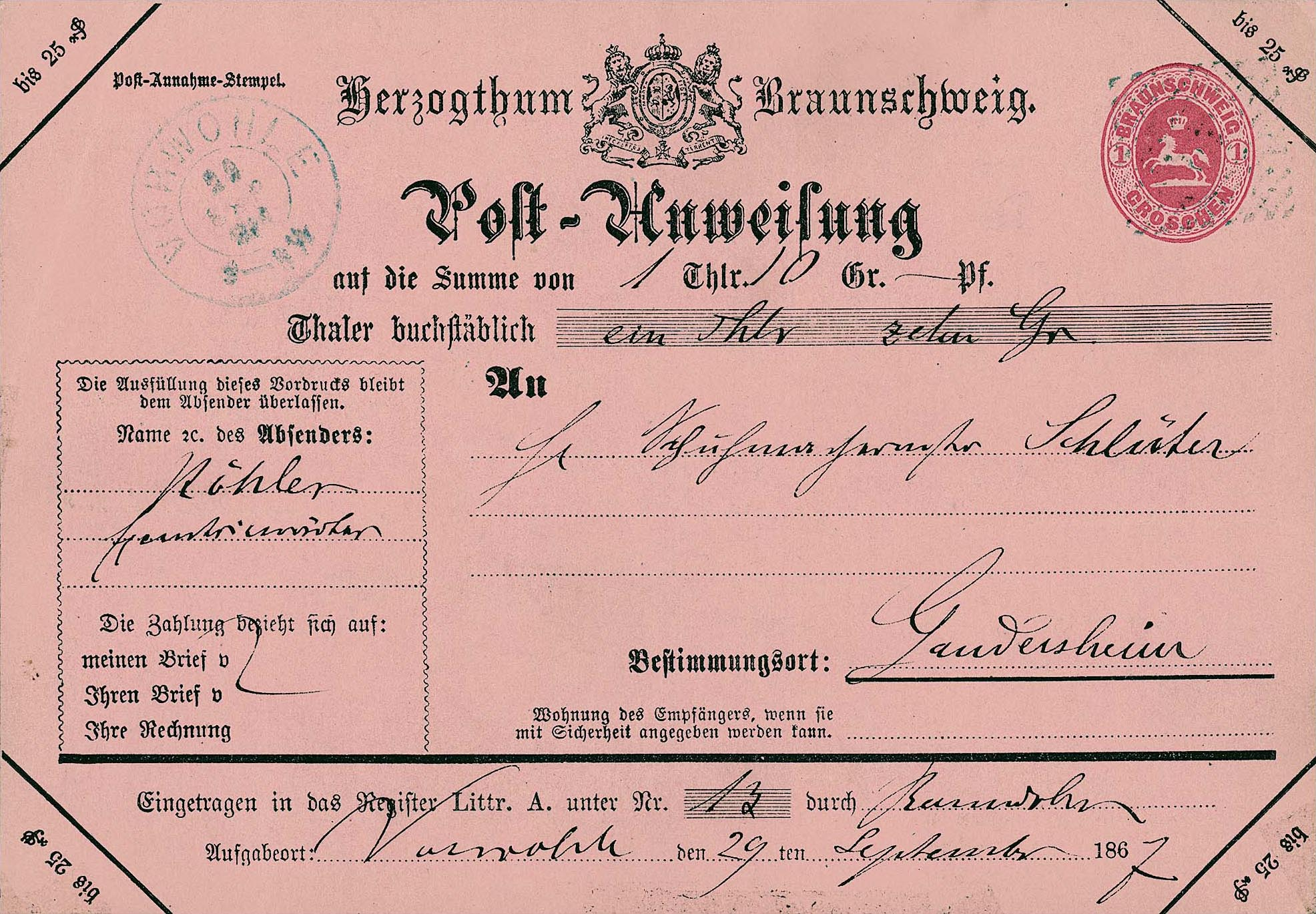

우편환(Money order)은 미리 정해둔 금액에 대한 지급지시서이다. 적혀진 금액에 따라 미리 지불되어야하기 때문에 수표보다 더 신뢰할 수 있는 지불 방식으로 거론된다.
우편환 체계는 1792년 영국의 한 사기업에 의해 개발되었으며 비용이 비싸서 그다지 성공적이지 못했다. 1836년, 비용을 낮춘 다른 사기업에게 인수되면서 이 시스템의 이용률과 인기도가 높아졌다.